# 28807 Lisawaller
28807 Lisawaller è un asteroide della fascia principale. Scoperto nel 2000, presenta un'orbita caratterizzata da un semiasse maggiore pari a 2,2399465 UA e da un'eccentricità di 0,1139083, inclinata di 5,06994° rispetto all'eclittica.